# Monte Pe'or

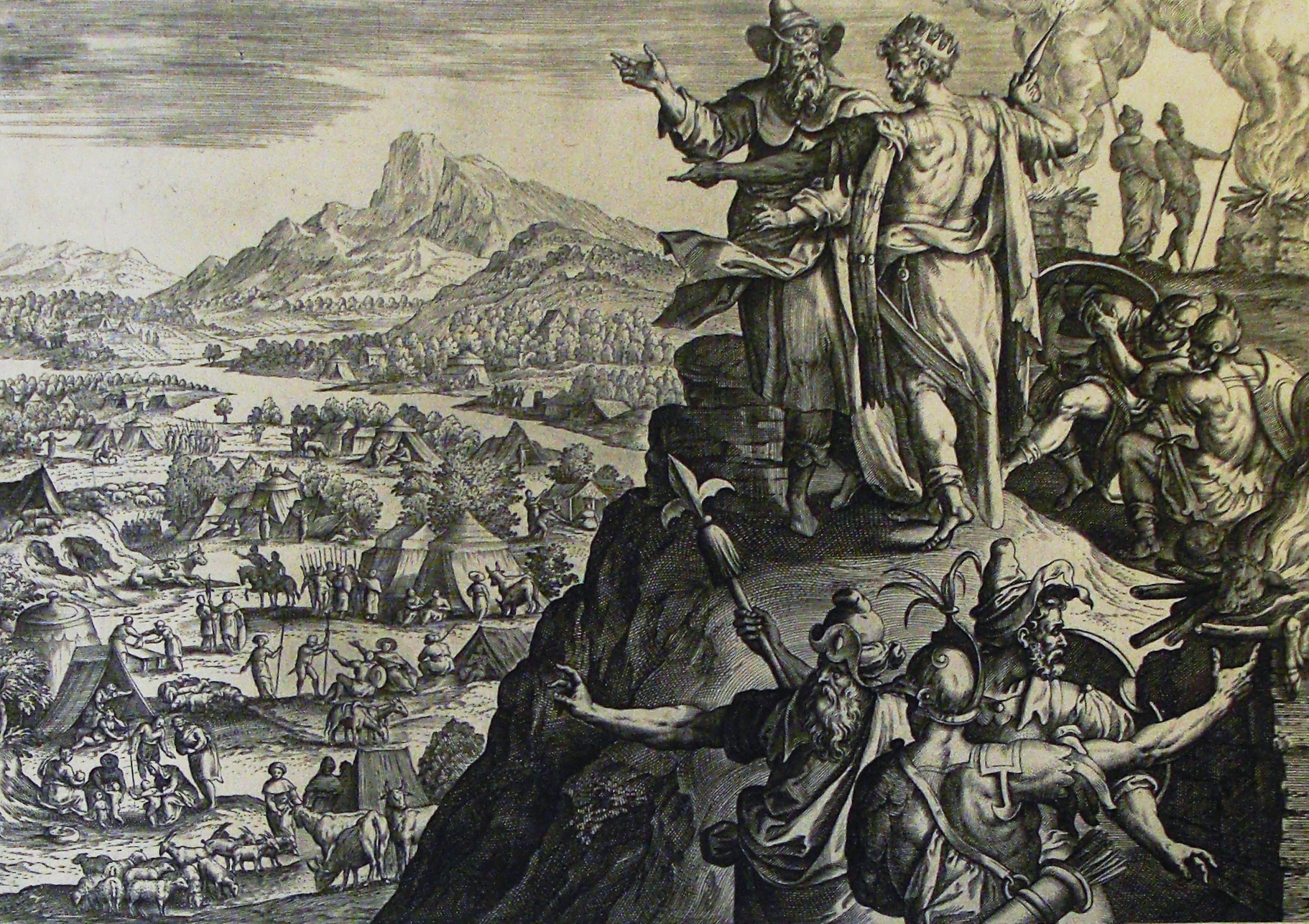
Balac (con corona) con Balaam

Pe'or, también llamado Pegor, Phegor o Fegor (hebreo: פְּעוֹר/ pə‘ōr, griego: Φογωρ / Fogōr) es el nombre de una montaña del antiguo país de Moab, mencionado en el Pentateuco con ese nombre o como Beth Pe'or (Casa de Pe'or) Se encontraba en las proximidades del monte Nebo, donde fue sepultado Moisés. El nombre parece relacionarse con la raíz p'r (hebreo: פָּעַר) amplia abertura.

## Menciones
- Aparece por primera vez en el Libro de los Números (23:28) como la cima a la cual Balac, rey de Moab, conduce al adivino Balaam durante su cuarto y último intento de maldecir a Israel. El relato dice que desde su cima se podían ver a todas las tribus ordenadas en su campamento. A pesar de la insistencia del rey moabita, Balaam no puede hacer otra cosa que volver a bendecir al pueblo de Israel. Balac, entonces, se irrita con el vidente y éste pronuncia la famosa profecía de la estrella de Jacob. (Números 24:1-17).
- Es nombrado en el siguiente capítulo ( 25:3,5, 18) y en el Deuteronomio (3:29) en relación con un dios adorado en su cima. Baal Pe'or. Este dios, quizás un epíteto local de Baalfue adorado por los israelitas a instancias de las mujeres moabitas y madianitas. Tal apostasía despertó la ira de Yahweh y dio origen a una peste por la cual murieron veinticuatro mil hombres. Finalmente, cuando los culpables fueron castigados y el sacerdote Fineas mató a un israelita y su esposa madianita, cesó la pestilencia. El nombre del dios del monte Pe'or se convertiría más tarde en el de un demonio: Belfegor. En el libro de Josué (22:17) vuelve a ser mencionado el episodio como una culpa "de al cual aún no estamos limpios".[4]
- En el poema de John Milton; El paraíso perdido (I.412-14); Peor es un nombre alternativo para el ángel caído Quemosh.[4]